# Tarjeta de aprendizaje

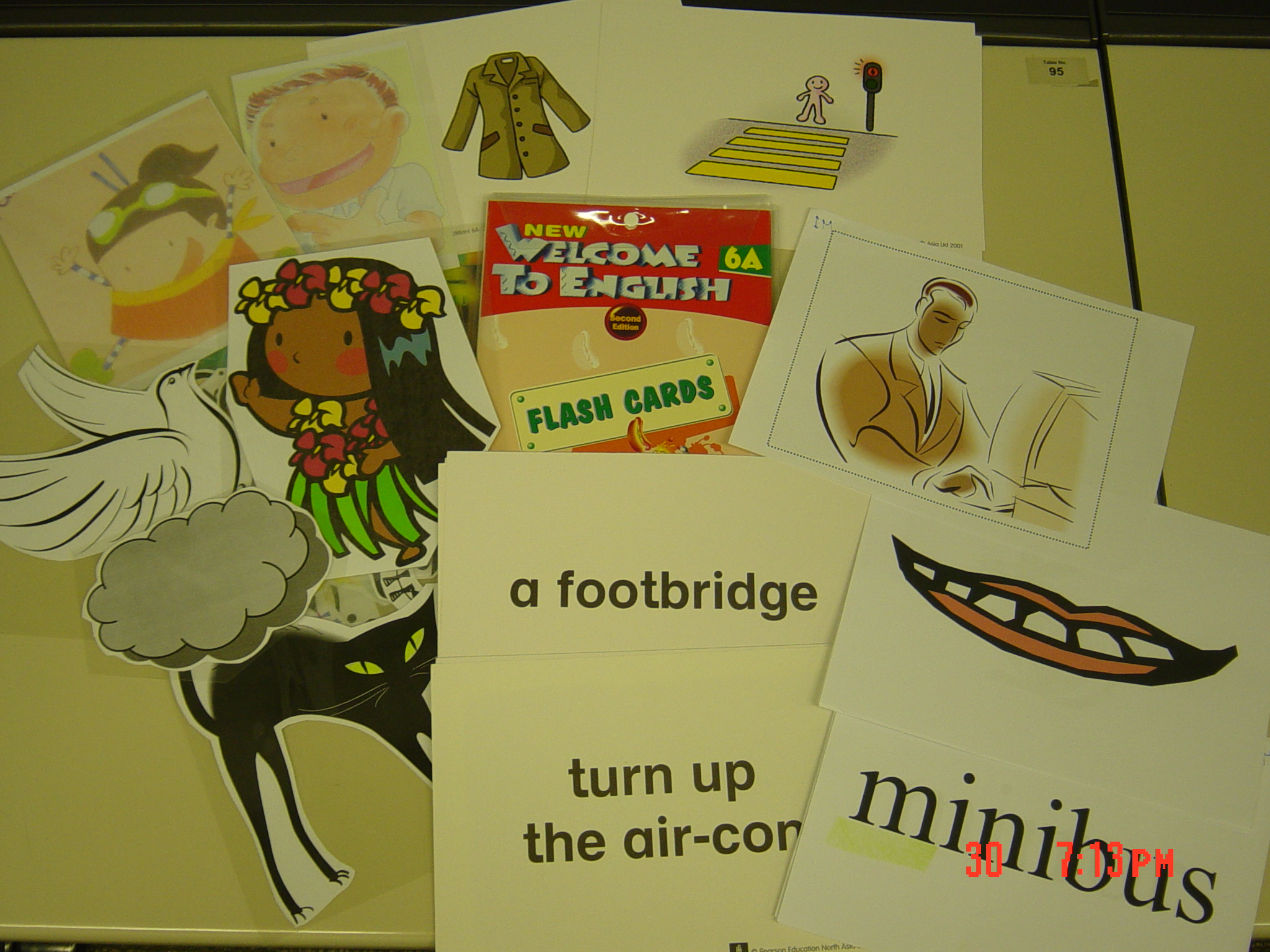
Tarjetas de aprendizaje de diversos temas.

Las tarjetas de aprendizaje, también conocidas como tarjetas educativas, tarjetas de estudio, tarjetas falsas, tarjetas de memorización o tarjetas mnemotécnicas son tarjetas que contienen palabras, imágenes, símbolos o números en uno o ambos lados y se usan para adquirir conocimientos al memorizar su contenido mediante el repaso espaciado del conjunto de tarjetas.

## Sistemas
En un lado de cada tarjeta se escribe una pregunta y en el otro la respuesta. Las tarjetas mnemotécnicas pueden ser de vocabulario, datos históricos, química, matemáticas, literatura o cualquier materia que pueda ser aprendida por medio de preguntas y respuestas. Las tarjetas de aprendizaje se usan ampliamente como un ejercicio de aprendizaje para ayudar a la memorización por medio de la repetición espaciada, muy efectiva para los estudiantes de educación básica, media y superior.
Las tarjetas de estudio estimulan la memoria activa relacionando una pregunta que se nos hace con una respuesta correcta proporcionada por la tarjeta y espaciando cada vez más la misma tarjeta al responder correctamente, ya que se va fijando en la memoria.
Las tarjetas de aprendizaje pueden ser de papel o digitales. Actualmente con el avance de la tecnología y el consumo de los medios digitales, se puede aprovechar está técnica de estudio en Internet y aplicaciones móviles, lo cual da más ventajas como la posibilidad de compartir los materiales de estudio con más personas, utilizar las tarjetas en modo de prueba y filtrar las tarjetas que aún no se aprenden.
Las tarjetas de papel suelen emplearse por las dos caras: en un lado la pregunta y en otro la respuesta. Por otra parte, en materias como el aprendizaje de vocabulario de otro idioma puede usarse en un doble sentido. Por ejemplo: español-inglés e inglés-español, según el lado por el que se haga las preguntas.

### Sistema de Tenerle
Según el sistema de Tenerle, las tarjetas que el estudiante responde correctamente se van pasando a otra caja que se repasa con menos frecuencia, de modo que se insiste sobre las preguntas que más cuestan.

### Sistema Supremo
El sistema Supremo está apoyado por el software desarrollado inicialmente en Polonia en 1987 por Piotr Woźniak que se basa en la memoria a largo plazo y emplea el repaso espaciado. En este sistema, el estudiante valora el esfuerzo empleado en cada respuesta: si ha dudado, si le ha resultado fácil, etc., de modo que un algoritmo decide que preguntas le resultan más difíciles y deben aparecer más frecuente.